# Kalwang
Kalwang osztrák mezőváros Stájerország Leobeni járásában. 2017 januárjában 994 lakosa volt.    

## Elhelyezkedése

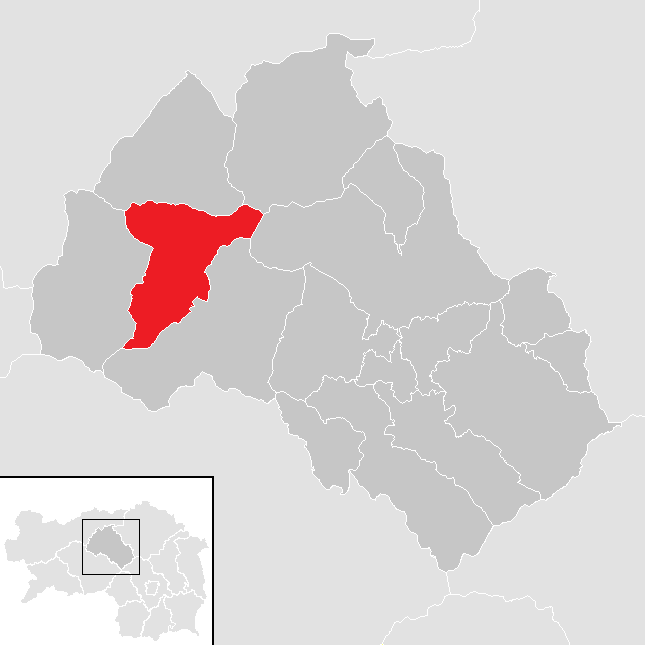
Kalwang a Leobeni járásban

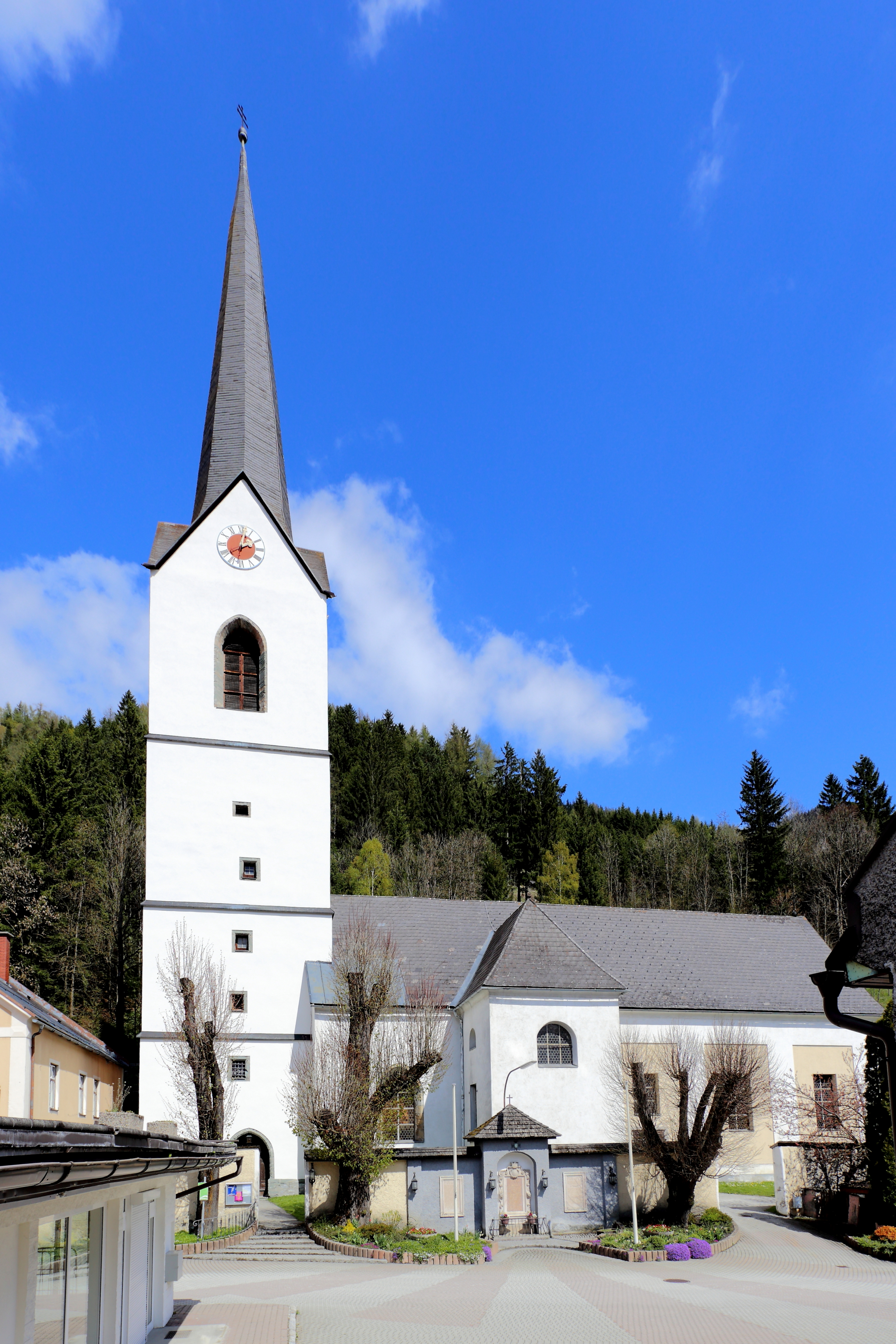
A Szt. Oszvald-plébániatemplom

Kalwang Felső-Stájerországban fekszik, a Liesing (a Mura bal mellékfolyója) mentén, az A9 autópálya mellett. Az önkormányzat területének jelentős része az Eisenerzi-Alpokra esik. A Liesingen kívül legjelentősebb folyóvize a Teichen patak. Az önkormányzat 4 települést egyesít (valamennyit saját katasztrális községében): Kalwang (771 lakos), Pisching (65), Schattenberg (69) és Sonnberg (89).
A környező önkormányzatok: északra Radmer, északkeletre Eisenerz, keletre Trofaiach, délkeletre Mautern in Steiermark, nyugatra Wald am Schoberpaß.

## Története
Kalwangot bizonyosan először 1174-ben említik (mint Cheichelwanch) egy adománylevélben, amelyet Ottokár stájer őrgróf tett a seckaui apátság javára (létezik egy korábbi 1148-as bizonytalan említés is, amely szerint a gössi kolostor vásárolt meg egy Chichelwanche nevű birtokot a Liesing mentén). A település a középkor során a bányászatból és ércfeldolgozásból igen jól megélt. 1480-ban a törökök kifosztották a falut; ezután templomát megerődítették. A védőfalat később, a 17-18. században jórészt lebontották, mára csak maradványai láthatóak. 1525-ben Kalwang lakói részt vettek a német parasztfelkelésben. A Teichen mentén jelentős rézlelőhelyeket termeltek ki egészen 1867-ig, majd a bányák bezárása után 1916-1928 között ismét próbálkoztak új telérek feltárásával.
A községi önkormányzat 1850-ben alakult meg. Kalwangot 1929-ben mezővárosi rangra emelték. Miután Ausztria 1938-ban csatlakozott a Német Birodalomhoz, Kalwang a Stájerországi reichsgau része volt. A második világháború során néhányszor bombatámadás érte, de csak egy halálos áldozatról történt említés. Az iskolában 1944 őszén magyarországi Volksdeutschéket szállásoltak el, majd 1945 elején menekülteknek - nagyrészt magyaroknak - adtak elhelyezést. A háború után Kalwang a brit megszállási zónához tartozott 1955-ig. Kórházát Rudolf von Gutmann építtette a munkásai részére 1912-1914 között; ma baleseti kórházként működik.

## Lakosság
A kalwangi önkormányzat területén 2017 januárjában 994 fő élt. A lakosságszám az 1923-ban érte el csúcspontját 1757 fővel, azóta folyamatosan csökken. 2015-ben a helybeliek 95,9%-a volt osztrák állampolgár; a külföldiek közül 0,4% a régi (2004 előtti), 3,3% az új EU-tagállamokból érkezett. 2001-ben a lakosok 84,9%-a római katolikusnak, 10,1% evangélikusnak, 4,2% pedig felekezet nélkülinek vallotta magát. Ugyanekkor egy magyar élt a mezővárosban.

## Látnivalók

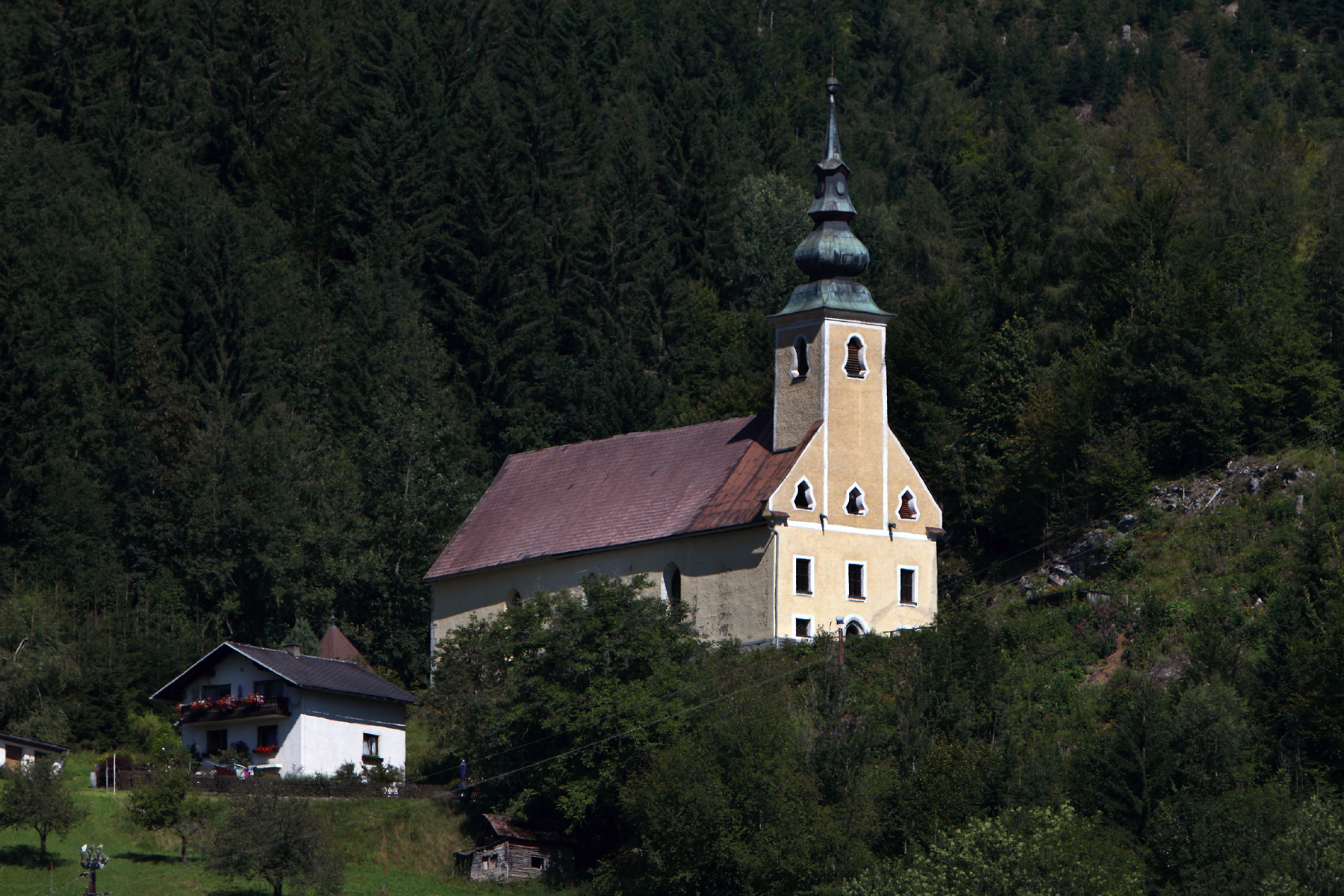
A Szt. Sebestyén-templom

- a Szt. Oszvald-plébániatemplom
- a Szt. Sebestyén-templom
- az 1649-ben emelt plébánia

## Testvértelepülések
- Bő, Magyarország

## Fordítás
- Ez a szócikk részben vagy egészben  a   Kalwang című német Wikipédia-szócikk ezen változatának fordításán alapul.  Az eredeti cikk szerkesztőit annak laptörténete sorolja fel. Ez a jelzés csupán a megfogalmazás eredetét és a szerzői jogokat jelzi, nem szolgál a cikkben szereplő információk forrásmegjelöléseként.